# The Queens Head
The Queens Head a walesi Monmouth egyik régi fogadója. Az egykoron The Queens Head Hotel és Queens Head Inn néven ismert fogadó a St. James Street 1. szám alatt áll. Az épület 1952. június 27 óta II. kategóriás brit műemléknek számít (British Listed Building). 

## Története
Az épület valószínűleg a 16. században épült. Stukkózott mennyezete a 17. században készült el. Az eredeti díszítés még látható a bár mellett. Megépítése óta többször is átalakították. Az eredetileg kőépületet levakolták, egyes részei kőből készült díszburkolatot kaptak. A ház homlokzatát is átalakították. Lebontották többek között kőből készült oromzatát, fekete-fehér fával helyettesítve. Ezeket az átalakításokat 1922-ben H.A.Dancey végezte.
A fogadónak rejtekhelyei is volt. Az angol forradalom idején Oliver Cromwell többször is ebben a fogadóban szállt meg. Egy alkalommal az életére törtek, de a támadót sikerült a bár mögé beszorítani és lelőni. 2005-ben közösségi kocsmává alakították át. Egy csoport helyi üzletember vállalta fel működtetését azzal a céllal, hogy „egy mindenkit tárt karokkal váró kocsmává alakítsák át.” A kocsmában élő zene várja a látogatókat, de egy kis könyvtára is van.

## Fordítás
- Ez a szócikk részben vagy egészben  a   The Queens Head, Monmouth című angol Wikipédia-szócikk ezen változatának fordításán alapul.  Az eredeti cikk szerkesztőit annak laptörténete sorolja fel. Ez a jelzés csupán a megfogalmazás eredetét és a szerzői jogokat jelzi, nem szolgál a cikkben szereplő információk forrásmegjelöléseként.